# 大仁大羽介
大仁大羽介（学名：Meganopteron tajen）为尾花介科大羽介屬下的一个种。